# I Wandered Lonely as a Cloud
I Wandered Lonely as a Cloud (Vagavo solitario come una nuvola), anche conosciuta come The Daffodils (Le giunchiglie o I narcisi), è una poesia del poeta romantico inglese William Wordsworth, scritta nel 1804 e pubblicata per la prima volta nel 1807 nella raccolta Poems in Two Volumes.

## Testo
| Originale (in lingua inglese) | Traduzione |
| --- | --- |
| I wandered lonely as a cloud that floats on high o'er vales and hills, when all at once I saw a crowd, a host, of golden daffodils; beside the lake, beneath the trees, fluttering and dancing in the breeze. Continuous as the stars that shine And twinkle on the milky way, They stretched in never-ending line Along the margin of a bay: Ten thousand saw I at a glance, Tossing their heads in sprightly dance. The waves beside them danced; but they Out-did the sparkling waves in glee: A poet could not but be gay, In such a jocund company. I gazed - and gazed - but little thought What wealth the show to me had brought: For oft, when on my couch I lie In vacant or in pensive mood, They flash upon that inward eye Which is the bliss of solitude; And then my heart with pleasure fills, And dances with the daffodils. | Vagavo solitario come una nuvola che fluttua in alto sopra valli e colline, quando all'improvviso vidi una folla, un mare, di giunchiglie dorate; vicino al lago, sotto gli alberi, tremolanti e danzanti nella brezza. Intermittenti come stelle che brillano e luccicano nella Via Lattea, si estendevano in una linea infinita lungo il margine della baia: con uno sguardo ne vidi diecimila, che scuotevano il capo danzando briose. Le onde accanto a loro danzavano; ma esse superavano in gioia le luccicanti onde: un poeta non poteva che esser felice, in una tale compagnia gioiosa. Osservavo - e osservavo - ma non pensavo a quanto benessere un tale spettacolo mi avesse donato: poiché spesso, quando mi sdraio sul mio divano in uno stato d'animo ozioso o pensieroso, esse appaiono davanti a quell'occhio interiore che è la beatitudine della solitudine; e allora il mio cuore si riempie di piacere, e danza con le giunchiglie. |

## Origini
È la sorella di William Wordsworth, Dorothy, a descriverci le circostanze che hanno portato alla stesura di Daffodils, da ricondurre precisamente a un'esperienza autobiografica: si tratta di una passeggiata effettuata dai due nel 1804 nei pressi di Glencoyne Bay, nel Lake District, in un campo ricco di giunchiglie:
(Dorothy Wordsworth)

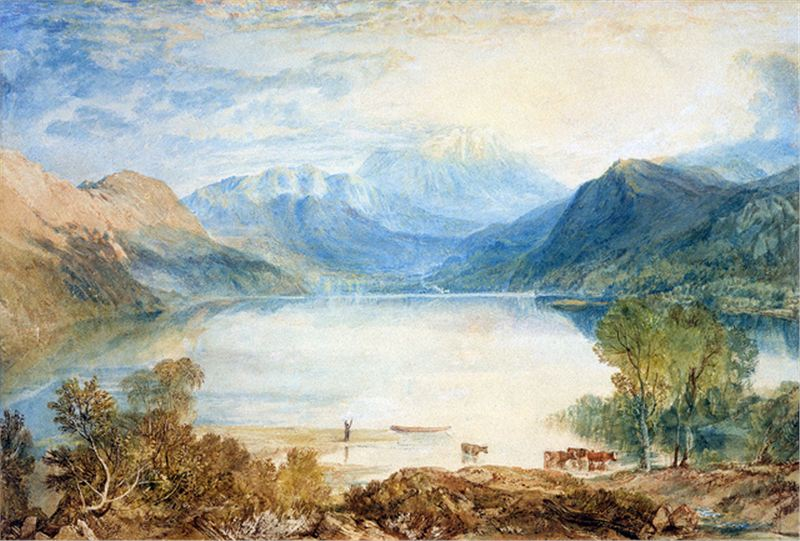
J. M. W. Turner, Ullswater from Gobarrow Park (1819); acquerello, 28 × 41.3 cm, Whitworth Art Gallery

Incantato dalla solarità delle giunchiglie, Wordsworth tornato nella propria dimora a Grasmere vi dedicò un poema, terminato nel 1804 e poi pubblicato nel 1807 nella raccolta Poems in two volumes, in una sezione denominata Moods of my Mind appositamente creata per riunire i componimenti ritenuti più suggestivi e coinvolgenti.
Il primo getto di I Wandered Lonely as a Cloud, infine, fu totalmente revisionato da Wordsworth nel 1815, che sistemando e trascrivendo nuovamente la poesia diede vita alla redazione poi destinata a prevalere e a diventare definitiva. Nella versione finale troviamo «golden» al posto di «dancing»,  «beside» al posto di «along», «fluttering and» al posto di «ten thousand», «jocund» al posto di «laughing», e si riscontra inoltre l'inserimento di una nuova strofa tra la prima e la seconda; la quarta strofa, invece, è rimasta invariata.

## Analisi

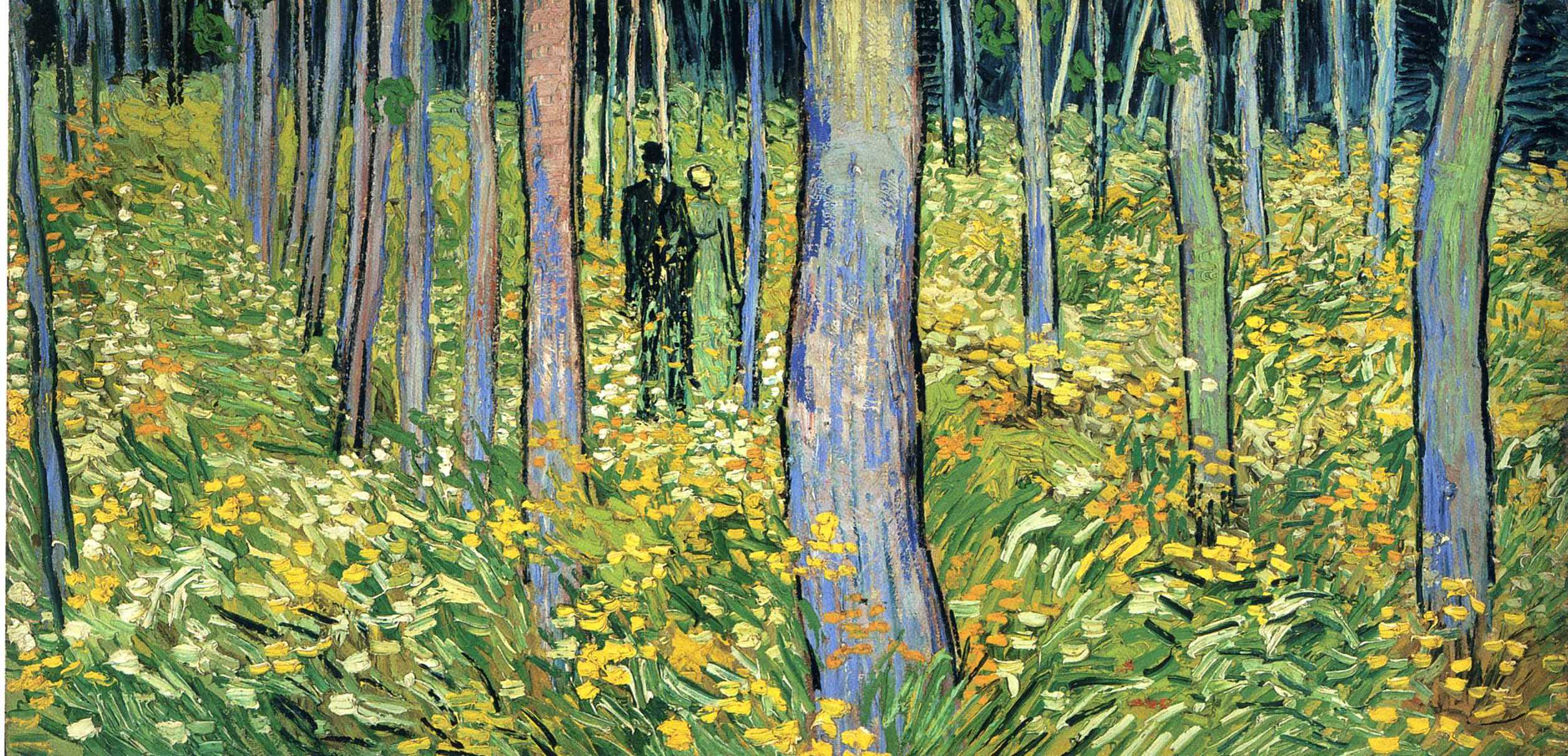
Vincent van Gogh, Sottobosco con due figure (1890); olio su tela, 50×100.5 cm, Cincinnati Art Museum

### Contenutistica
I Wandered Lonely as a Cloud si compone di ventiquattro versi, tutti tetrametri giambici, ripartiti in quattro sestine; lo schema di rime del poema è ABABCC.
Diversi sono i temi affrontati nel componimento. Il testo, infatti, è distinto da una delicata osservazione della Natura, che viene presentata da Wordsworth in tre modi distinti. La Natura, innanzitutto, per il poeta è forza vitale, tanto che gli esseri umani comunicano con essa nel senso letterale del termine; Wordsworth, in questo modo, identifica la Natura in un'unica sostanza divina, alimentando così una mistica panteistica squisitamente romantica poi drasticamente respinta essendo in contraddizione con la dottrina cristiana. Notevole, inoltre, il contrasto tra la Natura e l'ambiente urbano: il campo di giunchiglie di Glencoyne Bay, con la sua quiete idilliaca che stimola nell'uomo il piacere e la creazione poetica, è infatti contrapposto alla confusione e ai turbamenti della città. Non a caso, i veri protagonisti di I Wandered Lonely as a Cloud non sono né gli uomini, né Wordsworth stesso, bensì gli elementi naturali, con le giunchiglie e le nuvole che quasi competendo tra di loro per vedere chi offra più gioia («out-did»; v. 14) assumono un ruolo di preminenza. La Natura, infine, è presentata come fonte d'ispirazione per l'uomo, siccome secondo Wordsworth tra l'una e l'altro intercorre un legame di intima correlazione; gli esseri umani, in questo modo, non sono estranei all'idillio naturale, bensì ne fanno intrinsecamente parte, potendo così scoprire i propri valori morali e spirituali.

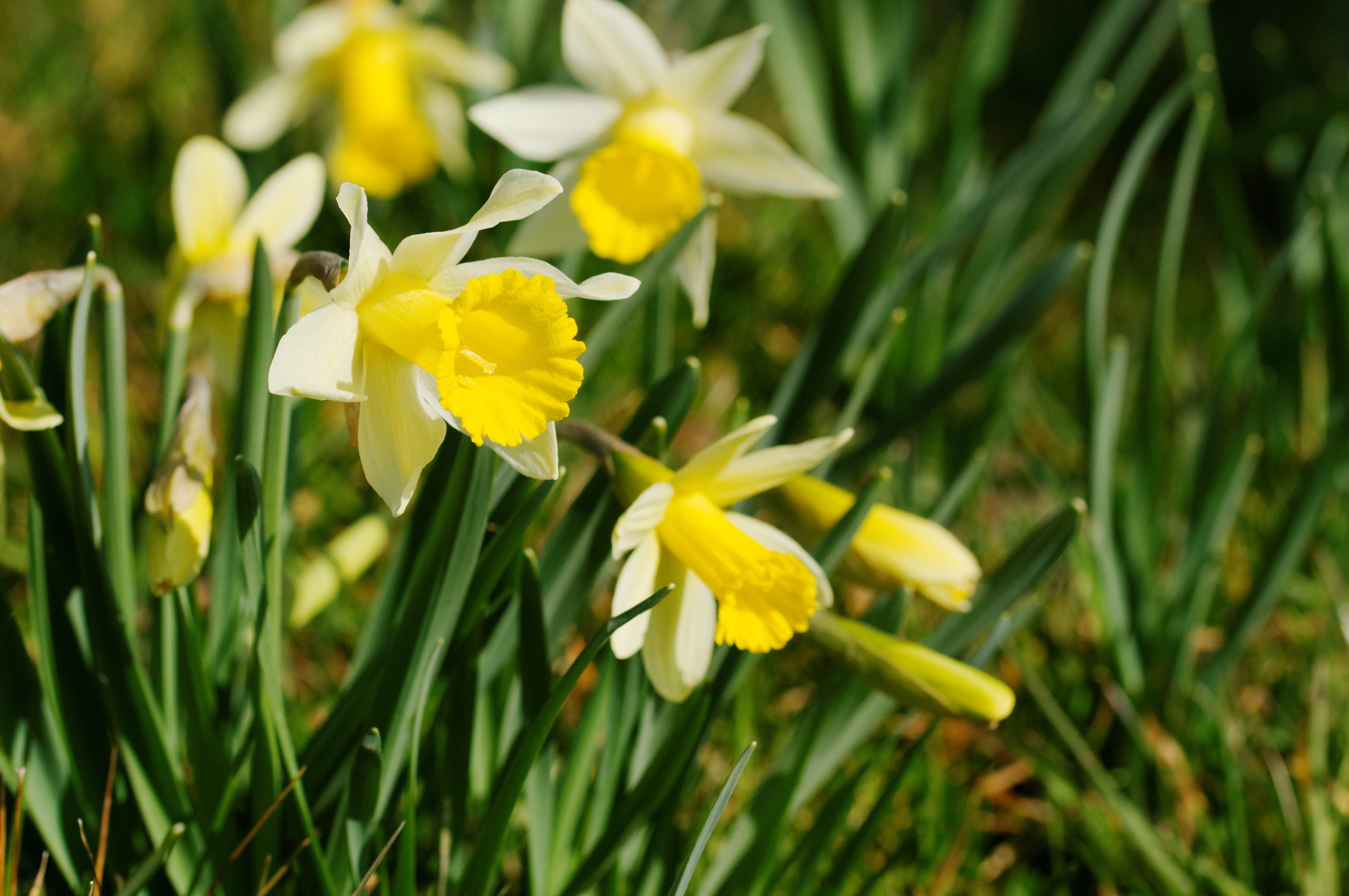
Giunchiglia

L'intera composizione, inoltre, è vivificata da una profonda sensazione di gioia e serenità; sono questi infatti i sentimenti provati da Wordsworth, privilegiato nella sua solitudine e nella compagnia intima con gli elementi naturali, e dalla Natura stessa, simboleggiata dalla distesa di giunchiglie. Il lessico complessivo della poesia, infatti, ricorre a termini che denotano piacere e allegria: è in questo modo che le giunchiglie si tingono di una piacevole tonalità dorata e si agitano e danzano nel vento, procurando una compagnia talmente festevole da riempire il cuore di Wordsworth di un’interiore letizia e serenità. Gli elementi naturali non sono affatto statici, bensì straordinariamente vivi: le nuvole vagabondano alte nel cielo, e i fiori danzano briosi muovendo la testa; come già accennato, questa visione rende gioioso Wordsworth, che però riconosce questo sentimento non subito, bensì a posteriori, durante il momento del ricordo delle giunchiglie. La vitalità delle giunchiglie è tale da assumere il ruolo, intrinsecamente umano, di una massa festante e danzante, mentre l'io lirico di Wordsworth si riconosce invece in un elemento naturale, precisamente in una nuvola errabonda, attuando così un vero e proprio scambio tra l'uomo e la Natura.

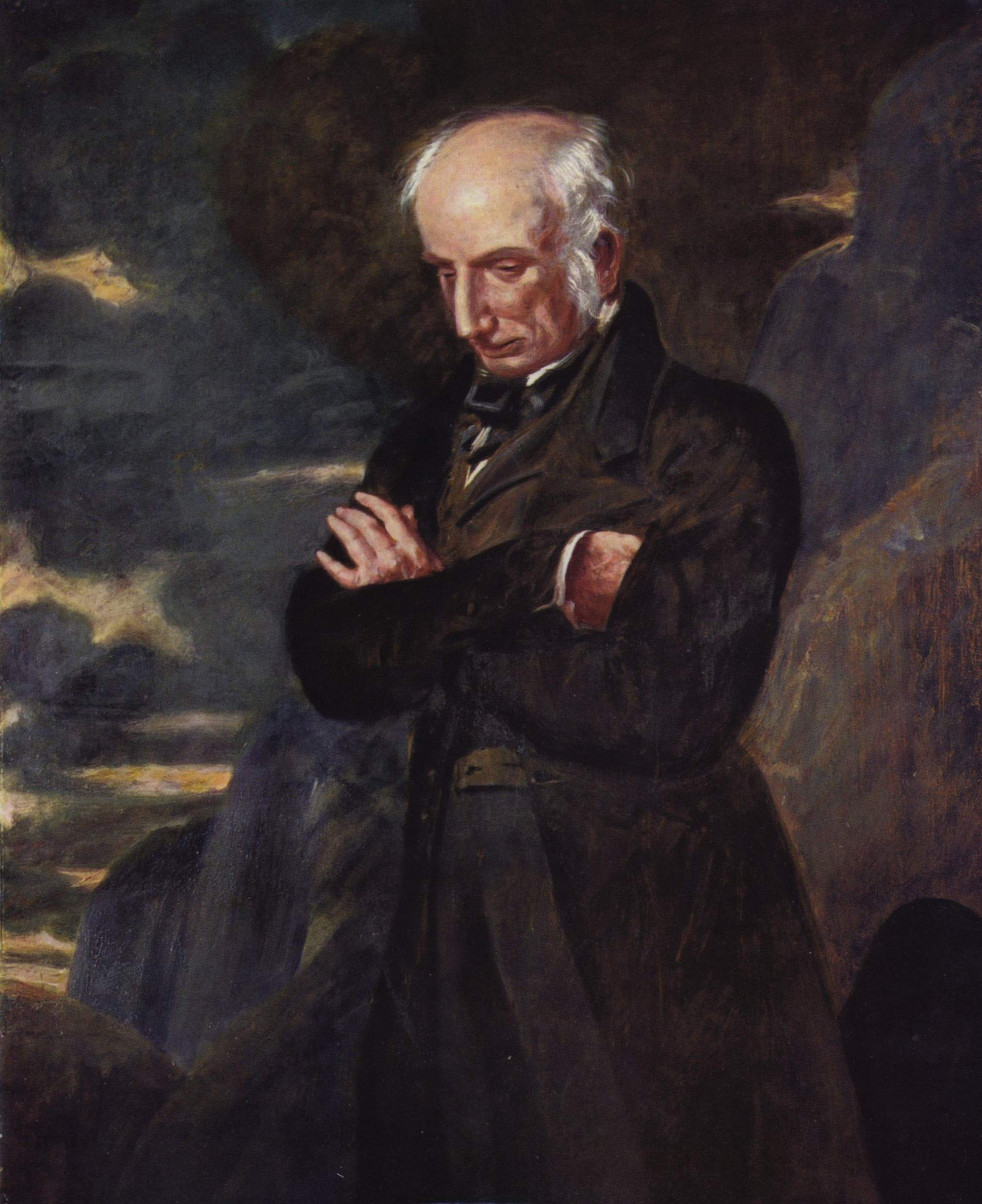
Benjamin Haydon, Ritratto di William Wordsworth (1842); olio su tela, 124 × 99 cm, National Portrait Gallery, Londra

In questa poesia, infine, Wordsworth utilizza un lessico semplice, democratico e quindi accessibile a tutti, in linea con la sua adesione agli ideali dei moti rivoluzionari del 1789, che tracciarono un'impronta profonda nella sua fantasia durante il suo soggiorno in Francia.

### Figure retoriche
I Wandered Lonely as a Cloud è accompagnato da:
- diverse allitterazioni: le riscontriamo già al primo verso («lonely as a cloud»), ma anche ai versi n. 2 («high o'er vales and hills»), n. 3 («when all at once», con la w e la o che condividono il suono consonantico) e infine al n. 5 («beside the lake, beneath the trees».
- una similitudine, quando al primo verso l'io lirico di Wordsworth si identifica con la nuvola;
- numerosissime personificazioni, mediante le quali il poeta contestualizza gli elementi naturali a imitazione della persona umana: ciò avviene al v. 1, quando le nuvole sono paragonate ad un essere umano, ai vv. 3-4 («a crowd / a host, of golden daffodils»), al v. 5 («fluttering and dancing»), ai vv. 7-8 («Continuous as the stars that shine / and twinkle on the milky way»), al v. 12 («tossing their heads»);
- tre metafore: l'una ai vv. 3-4, quando si compara la moltitudine delle giunchiglie ad una folla, l'altra al v. 5 («fluttering and dancing») e l'ultima al v. 16, quando la compagnia delle giunchiglie viene definita «jocund».